# Гай Етерний Фронтон
Гай Етерний Фронтон (на латински: Gaius Aeternius Fronto) е префект на Египет (praefectus Aegypti) през 78 – 79 г. по времето на римския император Веспасиан.
Той произлиза от фамилията Етернии, клон Фронтон. През 70 г. по времето на Първата юдейско-римска война той е командир на XXII Дейотаров легион и III Киренайски легион в Александрия и е изпратен с част от около 2000 души за потушаване на въстанието в Юдея. През 78 – 79 г. той става префект на Египет. След него префект на Египет верояттно през 79 г. е Юлий Урс и през 80 г. Гай Тетий Приск при император Тит (79 – 81).